# Rainer Sachse
Rainer Sachse (Dresda, 15 giugno 1950) è un ex calciatore tedesco orientale dal 1990 tedesco, di ruolo centrocampista.

## Statistiche

### Cronologia presenze e reti in Nazionale
| Cronologia completa delle presenze e delle reti in nazionale ― Germania Est | Cronologia completa delle presenze e delle reti in nazionale ― Germania Est | Cronologia completa delle presenze e delle reti in nazionale ― Germania Est | Cronologia completa delle presenze e delle reti in nazionale ― Germania Est | Cronologia completa delle presenze e delle reti in nazionale ― Germania Est | Cronologia completa delle presenze e delle reti in nazionale ― Germania Est | Cronologia completa delle presenze e delle reti in nazionale ― Germania Est | Cronologia completa delle presenze e delle reti in nazionale ― Germania Est |
| Data                                                                        | Città                                                                       | In casa                                                                     | Risultato                                                                   | Ospiti                                                                      | Competizione                                                                | Reti                                                                        | Note                                                                        |
| --------------------------------------------------------------------------- | --------------------------------------------------------------------------- | --------------------------------------------------------------------------- | --------------------------------------------------------------------------- | --------------------------------------------------------------------------- | --------------------------------------------------------------------------- | --------------------------------------------------------------------------- | --------------------------------------------------------------------------- |
| 27/04/1977                                                                  | Bucarest                                                                    | Romania                                                                     | 1 – 1                                                                       | Germania Est                                                                | Amichevole                                                                  | -                                                                           | 73’                                                                         |
| 12/07/1977                                                                  | Buenos Aires                                                                | Argentina                                                                   | 2 – 0                                                                       | Germania Est                                                                | Amichevole                                                                  | -                                                                           | 70’                                                                         |
| Totale                                                                      |                                                                             | Presenze                                                                    | 2                                                                           |                                                                             | Reti                                                                        | 0                                                                           |                                                                             |